# Перси Монтгомери
Перси Монтгомери (енгл. Percy Montgomery; 15. март 1974) је бивши јужноафрички рагбиста који је са репрезентацијом ЈАР освојио титулу светског шампиона 2007.

## Биографија
Висок 185 цм, тежак 93 кг, Монтгомери је играо повремено и центра и отварача (енгл. Fly half), али најчешће аријера (енгл. Fullback). У каријери је наступао за Вестерн Провинс, Шаркс, Стормерс, Њупорт РФК, Њупорт Гвент Дрегонс и Перпињан. За рагби репрезентацију Јужноафричке републике одиграо је 102 тест меча и постигао 893 поена.